# Bunohyrax
Il bunoirace (gen. Bunohyrax) è un genere di mammifero estinto, appartenente agli iracoidei. Visse tra l'Eocene superiore e l'Oligocene inferiore (circa 40 - 28 milioni di anni fa) e i suoi resti fossili sono stati ritrovati in Africa.

## Descrizione
Questo animale era dotato di un muso piuttosto allungato rispetto a quello degli iraci odierni. Le caratteristiche principali di Bunohyrax risiedevano nella dentatura: le corone dei denti erano leggermente più alte rispetto a quelle di generi affini come Geniohyus, i premolari inferiori erano dotati di un entoconide e i molari superiori di un mesostilo poco sviluppato. Il terzo molare superiore era di forma trapezoidale. La mandibola di Bunohyrax era molto differente da quella degli iraci attuali: il bordo posteriore del ramo verticale, sotto il condilo, era pressoché verticale e la regione angolare protrudeva all'indietro. In alcuni esemplari esisteva una piccola apertura sotto il bordo posteriore del secondo molare.

## Classificazione
Il genere Bunohyrax venne descritto per la prima volta da Schlosser nel 1910, sulla base di alcuni fossili ritrovati nella regione di Fayum in Egitto e risalenti all'Oligocene inferiore. I fossili descritti da Schlosser appartengono alle due specie Bunohyrax fajumensis e B. major, descritte in precedenza da C. W. Andrews come appartenenti al genere Geniohyus. Un'altra specie, B. matsumotoi, è stata descritta nel 2000 sulla base di fossili frammentari provenienti dall'Eocene superiore dell'Algeria; quest'ultima specie, più arcaica e piccola delle altre due, potrebbe essere ancestrale alle forme oligoceniche.
Bunohyrax fa parte di un gruppo di iracoidei estinti noti come Pliohyracidae, comprendenti anche forme di dimensioni notevoli. La famiglia, tuttavia, potrebbe essere parafiletica.